# Herrarnas Madison vid olympiska sommarspelen 2004
Herrarnas Madisonlopp i bancykling vid olympiska sommarspelen 2004 ägde rum i Parnitha Olympic Mountain Bike Venue.
Detta bancykelformat består av ett enda lopp. Loppet är 50 kilometer långt, vilket motsvarar 200 varv. Cyklisterna tävlar i par, där en vilar medan den andra kör. Placeringen avgörs först genom varv, därefter av poäng. Poäng delas ut baserat på sprinter vart tjugonde varv. Den som kommer först i en sprint får 5 poäng, tvåan 3, trean 2 och fjärde får 1 poäng. Oavgjort efter både varv och poäng ger segern till den som vann den sista spurten.

## Medaljörer
| Event             | Guld                                   | Silver                             | Brons                                     |
| Herrarnas Madison | Australien Graeme Brown Stuart O'Grady | Schweiz Franco Marvulli Bruno Risi | Storbritannien Rob Hayles Bradley Wiggins |

## Resultat
|           |                |                 |                    |      |       |
| Placering | Nation         | Cyklist 1       | Cyklist 2          | Varv | Poäng |
| 1         | Australien     | Graeme Brown    | Stuart O'Grady     |      | 22    |
| 2         | Schweiz        | Franco Marvulli | Bruno Risi         |      | 15    |
| 3         | Storbritannien | Rob Hayles      | Bradley Wiggins    |      | 12    |
| 4         | Tyskland       | Robert Bartko   | Guido Fulst        |      | 9     |
| 5         | Ukraina        | Volodymyr Rybin | Vasyl Yakovlev     |      | 9     |
| 6         | Spanien        | Miquel Alzamora | Joan Llaneras      |      | 7     |
| 7         | Nya Zeeland    | Greg Henderson  | Hayden Roulston    |      | 2     |
| 8         | Österrike      | Roland Garber   | Franz Stocher      | -1   | 8     |
| 9         | Argentina      | Juan Curuchet   | Walter Pérez       | -1   | 5     |
| 10        | Uruguay        | Tomas Margalef  | Milton Wynants     | -1   | 3     |
| 11        | Belgien        | Matthew Gilmore | Iljo Keisse        | -1   | 3     |
| 12        | Kazakstan      | Ilya Chernyshov | Yuriy Yuda         | -1   | 2     |
| 13        | Tjeckien       | Milan Kadlec    | Petr Lazar         | -1   | 2     |
| 14        | Nederländerna  | Robert Slippens | Danny Stam         | -1   | 2     |
| 15        | Slovakien      | Martin Liska    | Jozef Zabka        | -2   | 5     |
| 16        | Colombia       | Leonardo Duque  | Jose Rodolfo Serpa | -2   | 3     |
| 17        | Ryssland       | Oleg Grishkin   | Alexey Shmidt      | -2   | 2     |
| DNF       | Frankrike      | Jérôme Neuville | Mathieu Ladagnous  |      |       |